# گروه بورگوارد
گروه بورگوارد (انگلیسی: Borgward Group) شرکت خودروسازی آلمانی است، که در سال ۲۰۰۸ تأسیس شد.